# Myopias sakaeratensis
Myopias sakaeratensis (лат.) — вид муравьёв рода Myopias (Formicidae) из подсемейства понерины (Ponerinae).

## Распространение
Юго-Восточная Азия, Таиланд (Chiyaphum Provinces, Nakhon Ratchasima Province, Sakaerat Environmental Research Station, отсюда название вида M. sakaeratensis).

## Описание
Среднего размера муравьи (около 0,6 см) коричневого цвета.
Отличается следующими признаками: глаза у рабочих сравнительно крупные и состоят примерно из 15 омматидиев по длиннейшей оси, размеры средние для своего рода (общая длина тела рабочих TL от 6,55 до 6,65 мм, ширина головы HW от 1,19 до 1,31 мм, самки крупнее), жевательный край мандибул с 5 зубцами, тело гладкое и блестящее.
Усики 12-члениковые. Мандибулы узкие и длинные, с клипеусом не соприкасаются, когда закрыты. Глаза самок расположены в передней боковой половине головы. Жвалы прикрепляются в переднебоковых частях передней поверхности головы. Медиальный клипеальный выступ прямой. Стебелёк между грудкой и брюшком состоит из одного членика (узловидного петиолюса) с округлой верхней частью. Брюшко с сильной перетяжкой на IV сегменте. Коготки задних ног простые, без зубцов на их внутренней поверхности. Голени задних ног с двумя шпорами (одной крупной гребневидной и другой простой и мелкой). Жало развито. Вид был впервые описан в 2018 году таиландскими мирмекологами по рабочим особям и самкам.